# Jacob Gundersen
Jacob Gundersen (Fjære, Grimstad, Aust-Agder, 29 d'octubre de 1875 - Westchester, Nova York, gener de 1968) va ser un lluitador noruec que va competir durant els primers anys del segle xx.
El 1908 va disputar els Jocs Olímpics de Londres, on guanyà la medalla de plata de la categoria del pes pesant de lluita lliure, en perdre la final contra Con O'Kelly.